# Luka Petrič

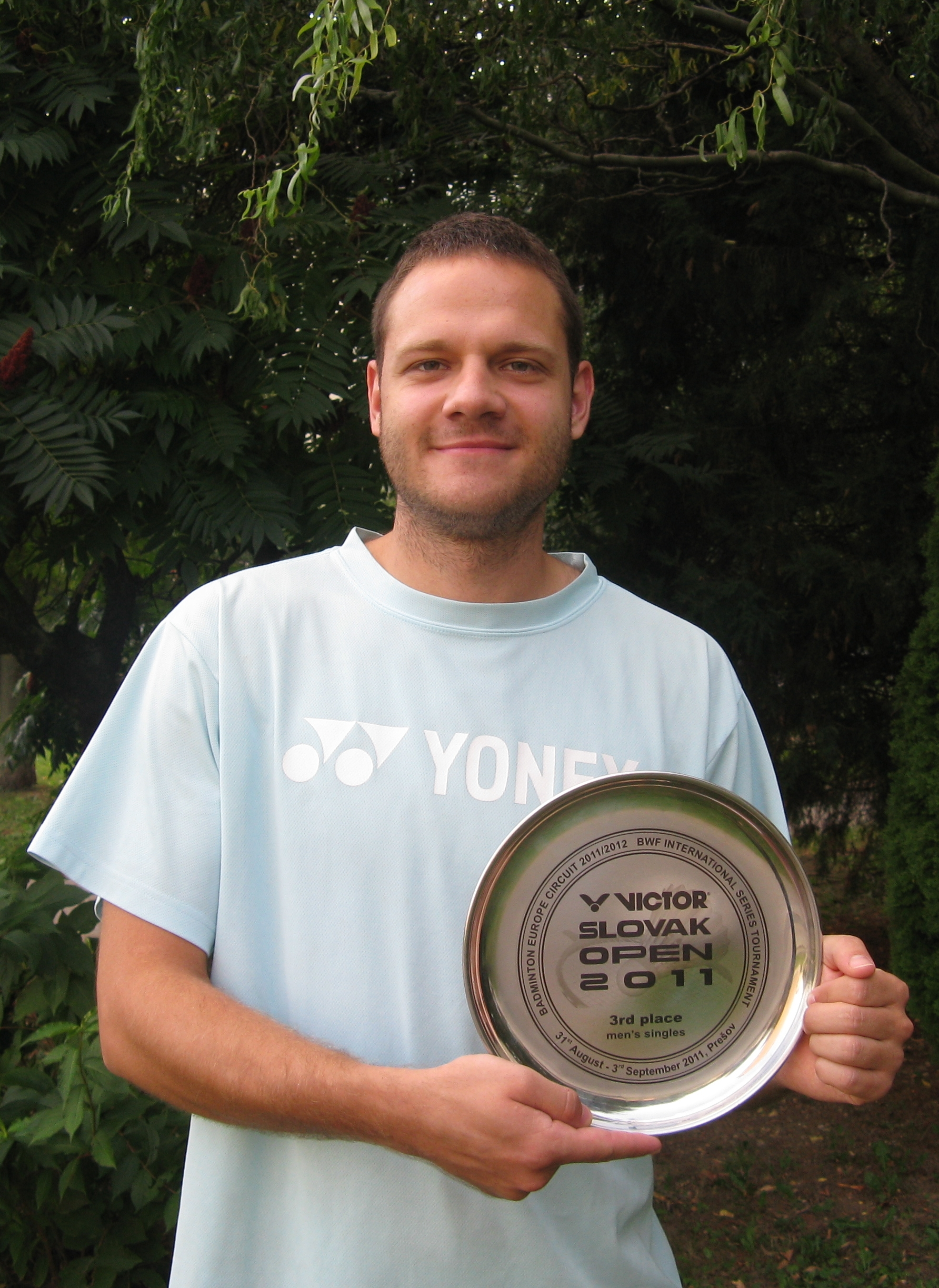
Luka Petrič 2011

Luka Petrič (* 10. Oktober 1984 in Maribor) ist ein slowenischer Badmintonspieler.

## Karriere
Luka Petrič gewann nach zwei Juniorentiteln 2002 und 2003 im Jahr 2005 erstmals die Einzelmeisterschaften der Erwachsenen in seinem Heimatland. 2006 siegte er bei den Israel International sowohl im Herrendoppel als auch im Mixed. 2004 erkämpfte er sich bei den europäischen Hochschulmeisterschaften alle drei möglichen Titel. Bei den Weltmeisterschaften 2006 und 2007 schied er jedoch bei allen seinen fünf Starts in der ersten Runde aus.

## Sportliche Erfolge
| Saison | Veranstaltung                                 | Disziplin    | Platz | Name                          |
| ------ | --------------------------------------------- | ------------ | ----- | ----------------------------- |
| 2002   | Slowenien: Einzelmeisterschaften der Junioren | Mixed        | 1     | Luka Petrič / Urška Silvester |
| 2003   | Slowenien: Einzelmeisterschaften der Junioren | Herrendoppel | 1     | Miha Šepec jr. / Luka Petrič  |
| 2004   | Hochschuleuropameisterschaft                  | Herreneinzel | 1     | Luka Petrič                   |
| 2004   | Hochschuleuropameisterschaft                  | Herrendoppel | 1     | Luka Petrič / Aleš Murn       |
| 2004   | Hochschuleuropameisterschaft                  | Mixed        | 1     | Luka Petrič / Maja Kersnik    |
| 2005   | Slowenien: Einzelmeisterschaften              | Herreneinzel | 1     | Luka Petrič                   |
| 2006   | Israel International                          | Mixed        | 1     | Luka Petrič / Maja Tvrdy      |
| 2006   | Israel International                          | Herrendoppel | 1     | Luka Petrič / Matevž Šrekl    |
| 2006   | Slowenien: Einzelmeisterschaften              | Herreneinzel | 1     | Luka Petrič                   |
| 2006   | Slowenien: Einzelmeisterschaften              | Mixed        | 1     | Luka Petrič / Maja Tvrdy      |
| 2007   | Slowenien: Einzelmeisterschaften              | Herreneinzel | 1     | Luka Petrič                   |
| 2007   | Slowenien: Einzelmeisterschaften              | Mixed        | 1     | Luka Petrič / Maja Tvrdy      |
| 2007   | Syria International                           | Mixed        | 1     | Luka Petrič / Maja Kersnik    |
| 2010   | Slowenien: Einzelmeisterschaften              | Herreneinzel | 1     | Luka Petrič                   |
| 2011   | Slowenien: Einzelmeisterschaften              | Mixed        | 1     | Luka Petrič / Tina Kodrič     |
| 2011   | Slowenien: Einzelmeisterschaften              | Herreneinzel | 1     | Luka Petrič                   |
| 2011   | Slowenien: Einzelmeisterschaften              | Herrendoppel | 1     | Luka Petrič / Miha Horvat     |
| 2012   | Slowenien: Einzelmeisterschaften              | Herreneinzel | 1     | Luka Petrič                   |
| 2012   | Slowenien: Einzelmeisterschaften              | Mixed        | 1     | Luka Petrič / Tina Kodrič     |
| 2013   | Slowenien: Einzelmeisterschaften              | Mixed        | 1     | Luka Petrič / Tina Kodrič     |
| 2014   | Slowenien: Einzelmeisterschaften              | Mixed        | 1     | Luka Petrič / Tina Kodrič     |
| 2015   | Slowenien: Einzelmeisterschaften              | Herrendoppel | 1     | Luka Petrič / Alen Roj        |
| 2015   | Slowenien: Einzelmeisterschaften              | Mixed        | 1     | Luka Petrič / Tina Kodrič     |
| 2016   | Slowenien: Einzelmeisterschaften              | Mixed        | 1     | Luka Petrič / Tina Kodrič     |